# Brevipalpus styxus
Brevipalpus styxus är en spindeldjursart som beskrevs av De Leon 1961. Brevipalpus styxus ingår i släktet Brevipalpus och familjen Tenuipalpidae. Inga underarter finns listade.